# Temporary Segregated Area
Una Zona Temporaneamente Riservata  o Zona TSA(dall'inglese Temporary Segregated Area) è definita come "spazio aereo di dimensioni definite entro il quale si svolgono attività che richiedono la riserva di spazio aereo destinato all'esclusivo uso di specifici utenti durante un determinato periodo di tempo".
In Italia le porzioni di spazio aereo delle zone vietate, regolamentate e TSA che si trovano al di fuori delle acque territoriali devono essere considerate pericolose.
Gli spazi aerei TSA sono identificabili come "AMC Manageable Areas", insieme ad alcune Aree Regolamentate e Pericolose, amministrate dal Servizio di Coordinamento e Controllo dell'Aeronautica Militare (SCCAM) di competenza in accordo alle condizioni riportate in AIP. Il concetto TSA include sia gli spazi aerei riservati propriamente detti (TSA), che quelli ristretti (Aree Regolamentate e Pericolose), gestibili sulle linee guida dell'AMC (Airspace Management Cells), che è un organismo compartecipato da ENAV e dall'Aeronautica Militare Italiana, con funzioni di indirizzo per l'uso flessibile dello spazio aereo. L'assegnazione della riserva dello spazio aereo avviene il giorno precedente le operazioni.
Le Aree Temporaneamente Riservate, durante l'orario di servizio o di effettiva attivazione, non sono classificate. Al di fuori di questi orari esse assumono la classificazione dello spazio aereo che le contiene.

## Identificazione delle Aree Temporaneamente Riservate
Le Aree Temporaneamente Riservate (TSA), come le zone "R", "D", "P", devono essere contrassegnate da un'identificazione composta da un gruppo di lettere e numeri e da una particolare grafica, stabilite dalle competenti autorità. Tale identificazione è così strutturata (esempio per l'Italia):
- lettere L (Europa) e I (Italia)
- lettere TSA
- un numero progressivo, non duplicato, valevole nell'ambito del servizio reso

Inoltre, devono essere indicati alcuni fattori che delineino le specificità delle aree, come:
- l'identificazione
- le coordinate geografiche e i limiti verticali/laterali
- il tipo della restrizione e la natura del pericolo
- gli eventuali rischi di intercettazione nel caso di penetrazione
- altri dettagli pertinenti

Le Aree Temporaneamente Riservate, durante l'orario di servizio o di effettiva attivazione, non sono classificate. Al di fuori di questi orari esse assumono la classificazione dello spazio aereo che le contiene.

## Procedure per l'attraversamento delle Aree Temporaneamente Riservate
Ove previsto nelle condizioni specificate per ciascuna Area Temporaneamente Riservata, l'Ente ATS responsabile può autorizzare l'attraversamento dell'area in funzione dell'attività in atto all'interno della stessa. Durante l'attraversamento sono obbligatori l'uso del transponder ed il contatto radio.
Attraversamento di voli IFR
Il Centro di Controllo d'Area interessato coordina con lo SCCAM corrispondente o altro Ente ATS responsabile l'attraversamento dello spazio aereo temporaneamente riservato. Lo SCCAM, valutata la situazione di traffico nella suddetta area, consentirà ogni qualvolta possibile, la permeabilità della stessa autorizzando la rotta e il livello (o i livelli) richiesto, mentre in caso di impossibilità, la rotta e il livello più prossimi, garantendo le separazioni.
Attraversamento di voli VFR
Ove prevista l'autorizzazione all'attraversamento in VFR, questa deve essere richiesta dal pilota all'Ente ATS responsabile sull'appropriata frequenza radio, specificando: nominativo, tipo e velocità del velivolo, aeroporto di partenza e di destinazione, tempo stimato d'ingresso nell'area temporaneamente riservata, rotta e livello richiesti, durata dell'attraversamento.
Durante l'attraversamento, il pilota deve attenersi scrupolosamente alla rotta e al livello approvati, nonché ad altre eventuali istruzioni emesse dall'Ente ATS; se impossibilitato, deve darne avviso all'Ente ATS interessato ed ottenere soluzioni alternate. Se non diversamente specificato, il transponder deve essere selezionato sul modo A con codice 7000.